# Movimento di resistenza nordica
Il movimento di resistenza nordica (in svedese Nordiska motståndsrörelsen, "NMR"; in finlandese Pohjoismainen vastarintaliike, "PVL"; in danese Den Nordiske modstandsbevægelse, "NMB") è un movimento politico del nord-Europa presente in Svezia, Norvegia, Finlandia e Danimarca, nonché partito politico in Svezia. L'organizzazione, di stampo neonazista, è guidata da Simon Lindberg.
L'organizzazione è nota per la sua forte opposizione all'immigrazione non-bianca in Svezia. Il ramo svedese del NMR è considerato uno dei principali attori del movimento del potere bianco in Svezia e fra i più pericolosi dal punto di vista della sicurezza.
Nel settembre 2020 la Corte suprema finlandese – confermando la decisione di due corti inferiori – ha sciolto l'organizzazione, poiché ha ritenuto che i suoi obiettivi sono contrari ai principi della società democratica e ai loro valori di fondo previsti dalla Costituzione e dal codice penale.

## Origine

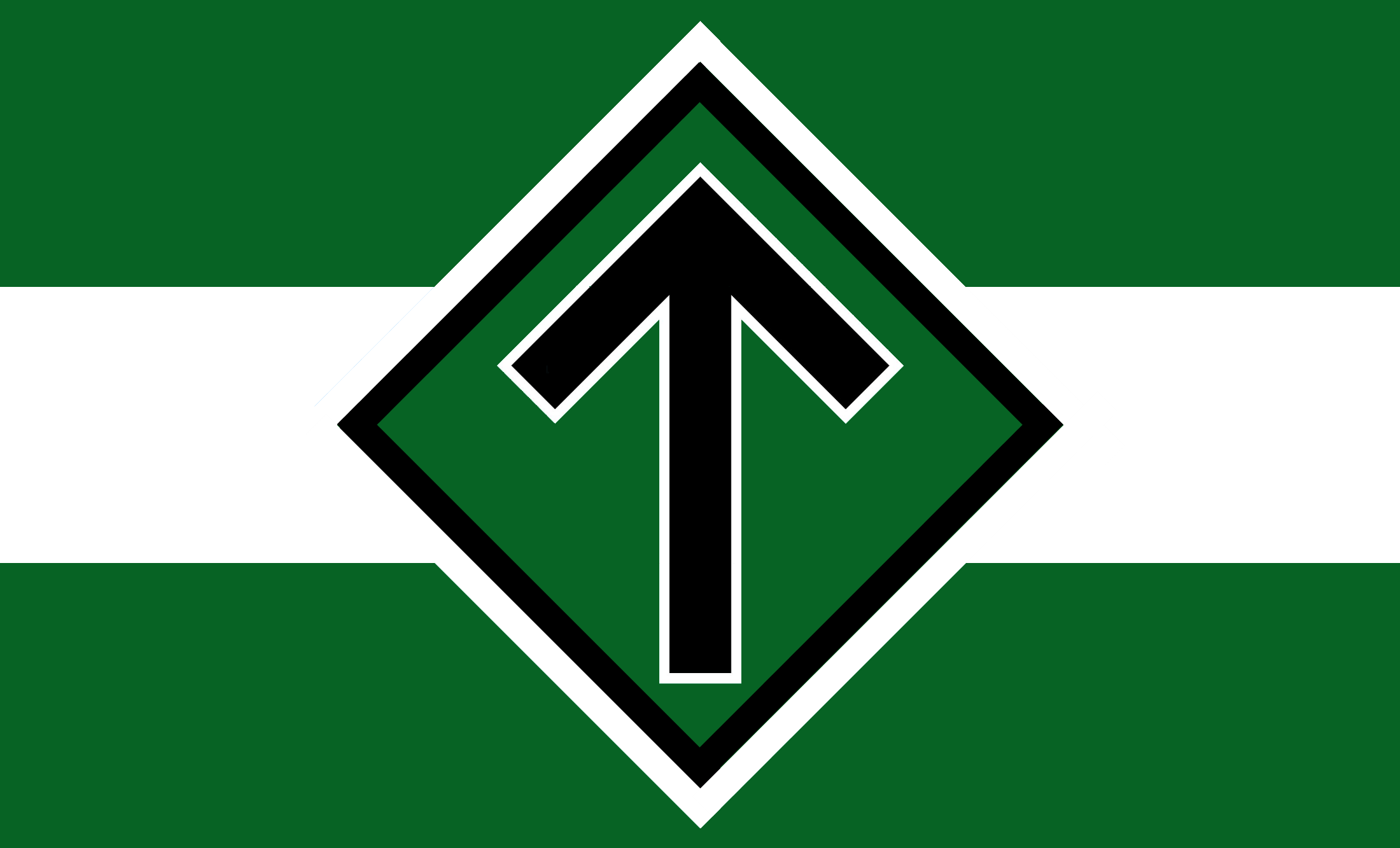
Bandiera dell'organizzazione

Verso la metà degli anni novanta, alcuni ex-membri della Resistenza Ariana Bianca svedese (Vikt Ariskt Motstånd, VAM) appena usciti di prigione crearono il "Movimento di resistenza svedese". L'organizzazione venne fondata ufficialmente nel 1997 da alcuni membri della stessa VAM, della rivista neonazista Folktribunen e del movimento neofascista National Youth.

## Sezioni nazionali

### Movimento di resistenza svedese

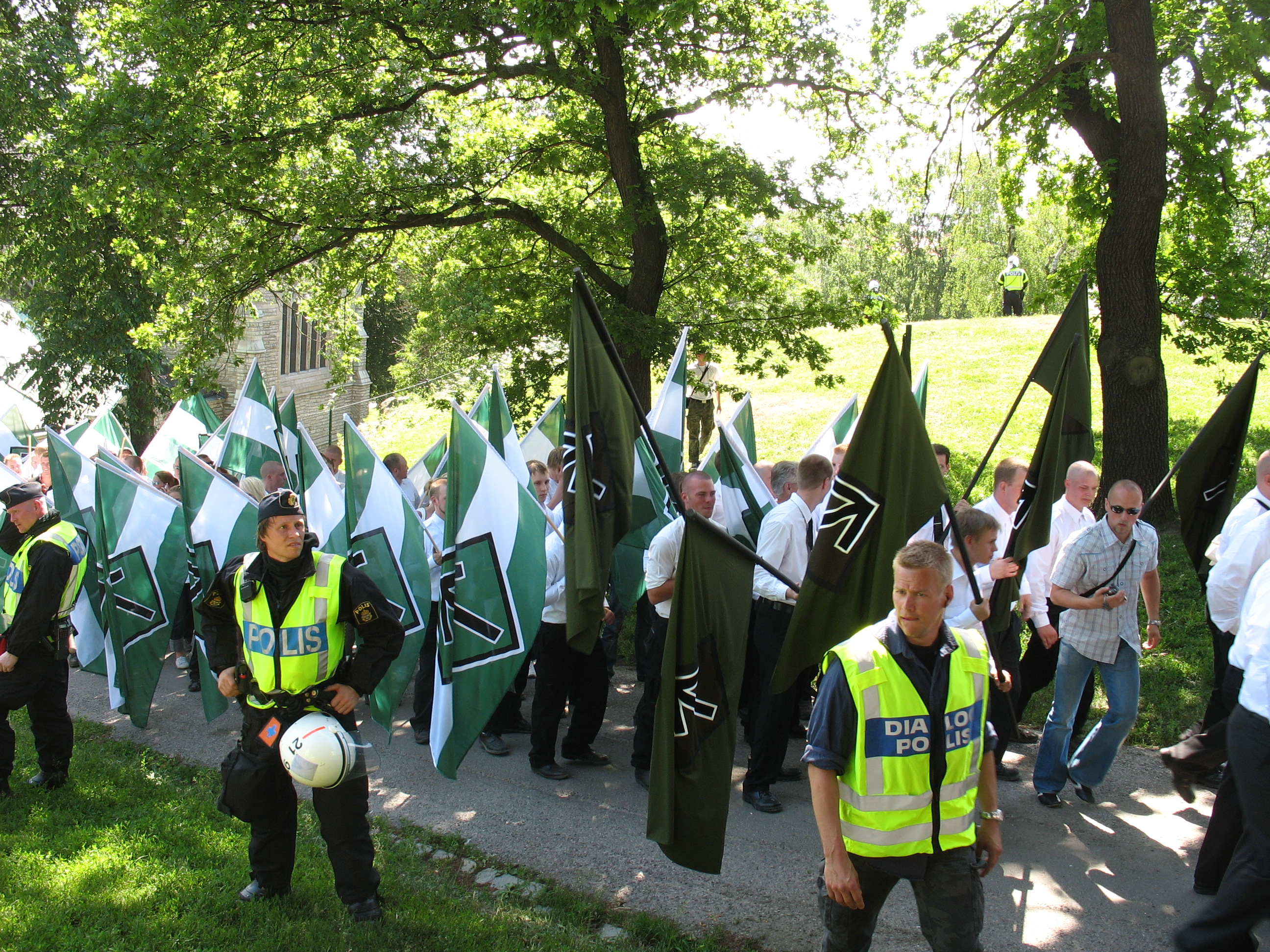
Manifestazione del movimento di resistenza svedese

Il ramo svedese dell'organizzazione, fondato da Klas Lund (condannato per un tentato omicidio) e guidato da Pär Öberg, è noto come Movimento di resistenza svedese (Svenska motståndsrörelsen, SMR). L'obiettivo del movimento è quello di stabilire un governo nazionalsocialista/nordista, tramite rivoluzione o elezioni. Hanno inoltre dichiarato che la loro lotta richiederà spargimenti di sangue. Nelle sue pubblicazioni, la SMR elogia Adolf Hitler e fra i principali riferimenti, oltre allo stesso Hitler, figurano Corneliu Codreanu e Robert Jay Mathews.
Dal 2015 il movimento svedese è presente anche nelle istituzioni, rappresentato dal partito Nordiska motståndsrörelsen (nome del movimento generale).

### Movimento di resistenza finlandese
Il ramo finlandese dell'organizzazione è noto come Movimento di resistenza finlandese (Suomen vastarintaliike). Il movimento è attivo per certo nelle città di Helsinki, Turku, Tampere, Oulu, Jyväskylä e Pori, ove sono soliti attaccare per le strade adesivi e manifesti di propaganda contenenti messaggi razzisti. In Finlandia, l'organizzazione è nota anche per numerosi episodi di violenza:
- Nel luglio 2010 i membri del movimento attaccarono la parata del Gay Pride ad Helsinki. I passanti e i partecipanti del Gay Pride vennero assaliti con gas lacrimogeno e spray al peperoncino.[16]
- Prima delle elezioni finlandesi del 2011 alcuni membri del movimento assalirono un funzionario del Partito di Coalizione Nazionale.[17]
- Nel luglio 2012, un componente del movimento (già partecipante all'assalimento del 2011)[17] attaccò un evento per i diritti gay a Oulu. Una persona fu ricoverata in ospedale per i danni causati dallo spray al peperoncino.[18]
- Nel luglio 2013 tre membri del movimento attaccarono un convegno in una biblioteca di Jyväskylä.[19] Tra le violenze vi fu l'accoltellamento di uno degli organizzatori dell'evento. Due dei tre furono arrestati.[20]
- Nel gennaio 2014, a Vantaa, alcuni componenti assalirono un uomo che criticava i loro volantini.[21] Il 1º maggio seguente, a Pori, si scagliarono con fumogeni, sirene e megafoni contro la parata del primo maggio organizzata dall'Alleanza di Sinistra.[22] La polizia arrestò sette attivisti neonazisti.[23]
- Nell'agosto 2015, durante una manifestazione del movimento a Jyväskylä, assalirono in gruppo tre persone. Una delle vittime era il portiere della libreria che fu luogo dell'accoltellamento del 2013. La polizia arrestò 32 persone.[24]